# Scirpus pallidus
Scirpus pallidus är en halvgräsart som först beskrevs av Nathaniel Lord Britton, och fick sitt nu gällande namn av Merritt Lyndon Fernald. Scirpus pallidus ingår i släktet skogssävssläktet, och familjen halvgräs. Inga underarter finns listade i Catalogue of Life.